# Нове Чернове
Нове Чернове (біл. вёска Новае Чэрнеўа) — село в складі Логойського району Мінської області, Білорусь. Село підпорядковане Гайнинській сільській раді і розташоване в північній частині області.